# Ethel Waters
Ethel Waters (Chester, Pensilvânia, 31 de outubro de 1896 — Chatsworth, Califórnia, 1 de setembro de 1977) foi uma cantora estadunidense de blues, vocalista de jazz e atriz. Foi a segunda afro-descendente dos Estados Unidos a ser nomeada a um Óscar. É conhecida pela sua interpretação da música gospel His Eye Is on the Sparrow. Foi incluída no GMA Gospel Music Hall of Fame em 1984.